# Dmitry Lvovich Bykov
Dmitry Lvovich Bykov (tiếng Nga: Дми́трий Льво́вич Бы́ков, IPA: [ˈdʲmʲitrʲɪj ˈlʲvovʲɪtɕ ˈbɨkəf] ⓘ; sinh ngày 20 tháng 12 năm 1967) là một nhà văn Nga, nhà thơ và nhà báo . Ông cũng được biết đến như là người viết tiểu sử của Boris Pasternak, Bulat Okudzhava và Maxim Gorky.

## Sự nghiệp
Là một trong những nhà văn Nga hiện đại thành công nhất, trong những năm gần đây, ông nhận được thêm được sự công nhận rộng rãi hơn cho cuốn sách của ông về tiểu sử Boris Pasternak, xuất bản năm 2005. Cuốn tiểu sử này mang lại cho Bykov giải thưởng 2006 National Bestseller (Sách tiếng Nga: Национальный бестселлер) cho sách bán chạy nhất, và Great Book (tiếng Nga: Большая Книга). Ông sau đó cũng viết về tiểu sử của Maxim Gorky và Bulat Okudzhava.
Tốt nghiệp phân khoa báo chí tại Moscow State University. Dmitry Bykov dạy văn chương và lịch sử của văn chương Liên Xô tại các trường trung học cấp hai ở Moskva. Ông sau đó là giáo sư tại phân khoa Văn chương và văn hóa thế giới ở MGIMO. Là một ký giả và một nhà phê bình, Bykov viết cho tạp chí Ogoniok từ năm 1993. Ông thỉnh thoảng điều khiển một chương trình trên dài phát thanh Echo of Moscow, hoạt động ít nhất cho tới 2008. Trước đó, ông là một trong những người điều khiển chương trình TV Vremechko gây nhiều ảnh hưởng.
Năm 2009, Bykov được chọn làm phó chủ bút tạp chí hàng tuần Profile. Ông cũng là chủ bút tạp chí hàng tháng What to read ("Что читать") tập trung về văn chương.

Cùng với kịch sĩ Mikhail Yefremov, ông lập ra dự án "Citizen Poet" (chơi chữ từ bài thơ của Nikolai Nekrasov "Poet and Citizen"). Yefremov ngâm thơ do Bykov viết, mà thường là những phê bình diễu cợt về xã hội Nga hiện tại, chính trị và văn hóa. Mỗi bài thơ nhại lại phong cách của một nhà thơ nổi tiếng trong quá khứ, thí dụ như Pushkin, Nekrasov, Kipling, trong số những người khác. Nó ban đầu được phát sóng trên đài TV Dozhd, nhưng dự án bị đóng cửa vì những bài thơ chỉ trích nhiều về chính phủ Nga. Hiện thời, chương trình được trình bày qua truyền thanh tại đài truyền thanh Echo of Moscow.

## Thư mục

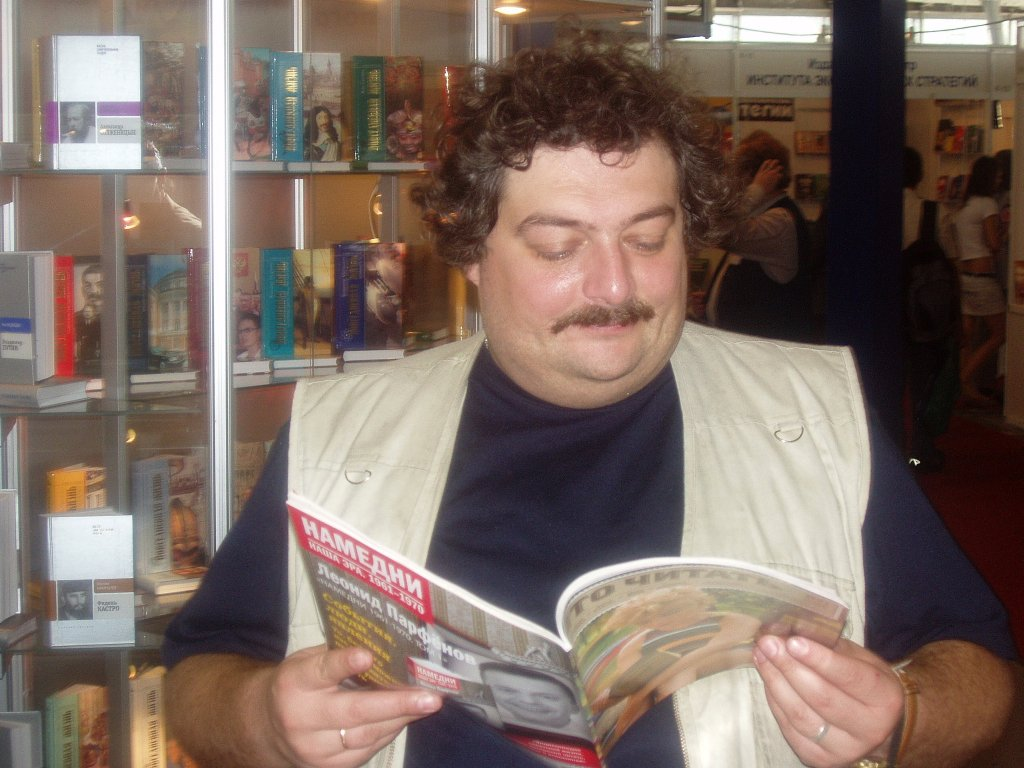
Dmitry Bykov

### Truyện
- Justification («Оправдание», 2001)
- Orthography («Орфография», 2003)
- In the World of Animals: A Children's Book for Adults, An Adults' Book for Children, with Irina Luk'ianova («В мире животиков. Детская книга для взрослых, взрослая книга для детей», 2005)
- How Putin Became President of the USA: New Russian Fairy Tales («Как Путин стал президентом США: новые русские сказки», 2005)
- Truth, with Maksim Chertanov («Правда», 2005)
- Removal Service («Эвакуатор», 2005)
- ZhD («ЖД», 2006)
- ZhD Sort Stories («ЖД-рассказы», 2007)
- Listed out («Списанные», 2008)
- Ostromov, or The Magician's Apprentice («Остромов, или Ученик чародея», 2010)
- Farewell to the Cuckoo («Прощай, кукушка», 2011)
- Male Carriage («Мужской вагон», 2012)
- X («Икс», 2012)
- The Signals, with Valeria Zharova («Сигналы», 2013)
- The Block: A Walktrough («Квартал: прохождение», 2014)

### Tiểu sử
- Boris Pasternak («Борис Пастернак», 2005)
- Was Gorky real? («Был ли Горький?», 2008)
- Bulat Okudzhava («Булат Окуджава», 2009)

### Tiểu luận
- The Debauchery of Work («Блуд труда», 2003)
- Chronicles of Immediate War («Хроники ближайшей войны», 2005)
- In Place of Life («Вместо жизни», 2006)
- In a Void («На пустом месте», 2008)
- Thinking the World («Думание мира», 2009)
- And Practically Everybody («И все-все-все», 2009, 2011)
- The Calendar. Speaking of Essential Things («Календарь. Разговоры о главном», 2010)
- The Calendar 2. Debating the Undebatable («Календарь-2. Споры о бесспорном», 2012)
- The Secret Russian Calendar. Most important dates(«Тайный русский календарь. Главные даты», 2012)
- The Short Course of Soviet Literature («Советская литература. Краткий курс», 2012). later republished as The Advanced Course of Soviet Literature («Советская литература. Расширенный курс»)

### Thơ
- Declaration of Independence («Декларация независимости», 1992)
- A Letter to a Young Man («Послание к юноше», 1994)
- Military Coup («Военный переворот», 1996)
- Reprieve («Отсрочка», 2000)
- The Recruit («Призывник», 2003)
- Chain Letters («Письма счастья», 2006)
- Last Time («Последнее время», 2007)
- The Report («Отчет», 2010)
- New Chain Letters («Новые письма счастья», 2010)
- Actually («На самом деле», 2011)
- New and Newest Chain Letters («Новые и новейшие письма счастья», 2012)
- Bliss («Блаженство», 2014)

### Kịch
- The Bear («Медведь», 201O)